# Королівська змія звичайна
Королівська змія звичайна (Lampropeltis getula) — неотруйна змія з роду Королівська змія родини Вужеві. Має 5 підвидів. Раніше до цього виду загалом входило 9 підвидів, але у 2009 році Lampropeltis californiae, Lampropeltis getula holbrooki, Lampropeltis getula niger, 
Lampropeltis getula splendida визначено як самостійні види. 

## Опис
Загальна довжина коливається від 1—1,4 до 2 м. Голова трикутна. Тулуб стрункий. Забарвлення темно-коричневе або чорне. По тулубу проходить 25—40 білих або кремових поперечних смуг, які пов'язані між собою й цим нагадують витягнутий ланцюг. Черево темного кольору з декількома світлими смугами. 

## Спосіб життя
Полюбляє широколистяні та соснові ліси, луки, заболочену місцину. Активна вночі. Харчується ящірками та зміями.
Це яйцекладна змія. Самиця відкладає від 12 до 23 яєць.

## Розповсюдження
Мешкає на території США від південної частини штату Нью-Джерсі до північної Флориди. 

## Підвиди
- Lampropeltis getula floridana
- Lampropeltis getula meansi
- Lampropeltis getula goini
- Lampropeltis getula sticticeps